# Северни Вијетнам
Северни Вијетнам, званично Демократска Република Вијетнам (виј. Việt Nam Dân chủ Cộng hòa), била је социјалистичка држава која је постојала на северном делу Вијетнама од 1954. до 1976. године. Проглашена је после Женевске мировне конференције.
Током Другог светског рата, Вијетнам је био француска колонија под јапанском окупацијом. Убрзо после капитулације Јапана 1945, у Ханоју је проглашена Демократска Република Вијетнам. Лидер Вијетмина, Хо Ши Мин, постао је шеф владе, а бивши цар Бао Дај „врховни саветник“. Француска је прихватила Хоову владу у марту 1946, али је у исто време поставила марионетску владу у Сајгону. У новембру, Французи су поново окупирали Ханој, након чега је уследио Први индокинески рат. Бао Дај је постао шеф владе у Сајгону 1949, која је потом преименована у Државу Вијетнам. Након Женевске конференције 1954, Вијетнам је био подељен на 17. паралели. ДР Вијетнам је постојао на северу, а на југу Држава Вијетнам.
Женевским споразумом било је договорено одржавање избора у целој земљи 1956. године. Француска и Вијетмин су се сложили са овом одредбом, али ју је одбила влада Јужног Вијетнама. Током Вијетнамског рата од 1955. до 1975, Северни Вијетнам борио се против Републике Вијетнам и њених антикомунистичких савезника. Једно су време САД имале 600.000 војника у Јужном Вијетнаму. Рат је окончан са потпуном победом северновијетнамских снага. Два Вијетнама уједињени су у Социјалистичку Републику Вијетнам 1976. године.
Кина и Совјетски Савез борили су се око утицаја у Северном Вијетнаму, желећи да претворе земљу у своју сателитску државу.

## Проглашење независности
Вијетнам је постао део Француске Индокине 1887. године и био је под управом пронемачке вишијевске владе током Другог светског рата. Од 1940. до 1945, Француску Индокину окупирао је Јапан, који је користио колонија као базу из које су провођене војне операције на југу Азије. Убрзо након јапанске предаје на крају Другог светског рата, у Ханој су ушле снаге Вијетмина, а његов вођа Хо Ши Мин прогласио је Демократску Републику Вијетнам 2. септембра 1945. године. Амерички председник Френклин Рузвелт је био против француске владавине у Индокини и у том тренутку САД су подржавале Вијетмин.
У јануару 1946, Вијетмин је одржао изборе за оснивање Народне скупштине. Овај потез указује на то да је Вијетмин уживао велику популарност међу народом, иако је било мало опозиционих снага.
Када је Француска прогласила Кошиншину, јужни трећину Вијетнама, као независну државу под називом „Аутономна Република Цоцхинцхина“ у јуну 1946, Вијетнамци су реаговали бурно. У новембру, Народна скупштина је усвојила први Устав Републике. Француски су поново освојили Ханој, што је означило почетак Првог индокинеског рата. Кинеске комунистичке снаге стигле су на вијетнамску границу 1949. године. Кинеска помоћ помогла је Вијетмину да се трансформише из герилске групе у регуларну армију. Избијање Корејског рата у јуну 1950. трансформисало је антиколонијалну борбу у Вијетнаму у ратно поприште Хладног рата, у којем су САД пружале финансијску подршку Француској.

## Подела Вијетнама и Вијетнамски рат
Након поделе Вијетнама 1954. и краја Првог индокинеског рата, САД су организовале селидбу око милион Вијетнамаца у Јужни Вијетнам. Истовремено је око 130.000 људи из Јужног Вијетнама, који су подржавали Вијетмин, пребачено на север уз помоћ пољских и совјетских бродова.
Између 1953. и 1956, северновијетнамска влада покренула је разне аграрне реформе, укључујући и расподелу земље. Земља је одузета великим земљопоседницима и богатим сељацима и додељена сиромашним и средње имућним сељацима. Крајем 1950-их, покренута је индустријализација земље.
Крајем 1950-их, Ханој је започео слање залиха и војника јужновијетнамским герилцима, Вијетконгу, дуж Хо Ши Миновог пута, које су се бориле против владе у Сајгону. Године 1965, Сједињене Државе послале су прве војне снаге у Јужни Вијетнам. Кине и Совјетски Савез пружали су помоћ Северном Вијетнаму и паравојне снаге за подршку северновијетнамским војним активностима. Ови догађаји били су познати као Вијетнамски рат, који је званично трајао од 1959. до 1975. године.
Поред Вијетконга у Јужном Вијетнаму, у суседним земљама Лаосу и Камбоџи такође су деловале герилске групе, које су раније исто биле део француске колонијалне територије у Индокини.
Северни Вијетнам нису признавале многе западне земље, као и остале антикомунистичке владе широм света. Оне су уместо Северног признавале само владу Јужног Вијетнама. Северни Вијетнам су у великој мери признавале социјалистичке државе и многе земље Трећег света, попут Совјетског Савеза и других социјалистичких република источне Европе и централне Азије, попут Кине, Северне Кореје, Индије, Индонезије и Кубе, те је добивао помоћ од ових земаља.

## Уједињење
Након пада Сајгона 30. априла 1975. године, Привремена револуционарна влада Републике Јужни Вијетнам, односно чланови Вијетконга, неко је време управљала је Јужним Вијетнамом. Северни и Јужни Вијетнам коначно су уједињени 2. јула 1976. године, чиме је основана Социјалистичка Република Вијетнам.